# Črešnjice pri Cerkljah
Črešnjice pri Cerkljah so naselje v Krajevni skupnosti Cerklje ob Krki in Občini Brežice.

## Prebivalstvo
Etnična sestava 1991:
- Slovenci: 242 (95,3 %)
- Hrvati: 2
- Neznano: 10 (3,9 %)

## Opis
Vas Črešnjice se prvič omeni leta 1331. Črešnjice so največje naselje v krajevni skupnosti Cerklje ob Krki. Geografsko ležijo na glavni cestni povezavi Cerklje - Krško. V središču vasi najdemo kapelico "Srce jezusovo" zgrajeno leta 1925. Pred kapelico stoji centralni del vasi (Spodnja gmajna) z zelenico, cvetjem, tlakovanim prostorom s klopicami, igrišče za odbojko, smrekova senca, miza za piknik. Na Zgornji gmajni, ki pa je le dobrih 200m stran, pa najdemo igrišče za mali nogomet, košarko, otroško hišico, gugalnice, tobogan, trampolin, mizo za piknik, klopi za oddih,... Za ureditev vasi že od leta 2004 skrbi Turistično, športno in kulturno društvo Črešnjice. Na vstopu v vas so ob cesti postavljeni turistični kozolčki, ob praznikih pa je vas okrašena z zastavami. Ob Božiču in Novem letu je vas okrašena z novoletnimi okraski, v kapelici pa so na ogled tudi jaslice. Na predvečer prvega maja se vaščani zberejo pri mostičku čez potok Brnik, kjer poteka kresovanje. Prav tako se ob prvem maju pohodniki zberejo pri kapelici in se podajo na pot proti Planini, na vrhu Gorjancev. Vsakoletni vaški piknik poteka na Spodnji gmajni.
Črešnjice so bile leta 2010, 2011, 2012, 2013 in 2014 v sklopu projekta »Moja dežela lepa in gostoljubna«, ki poteka pod okriljem Turistične zveze Slovenije, imenovane pa za najlepšo vas v občini Brežice.